# Benediktinerstraße 13 (Mönchengladbach)

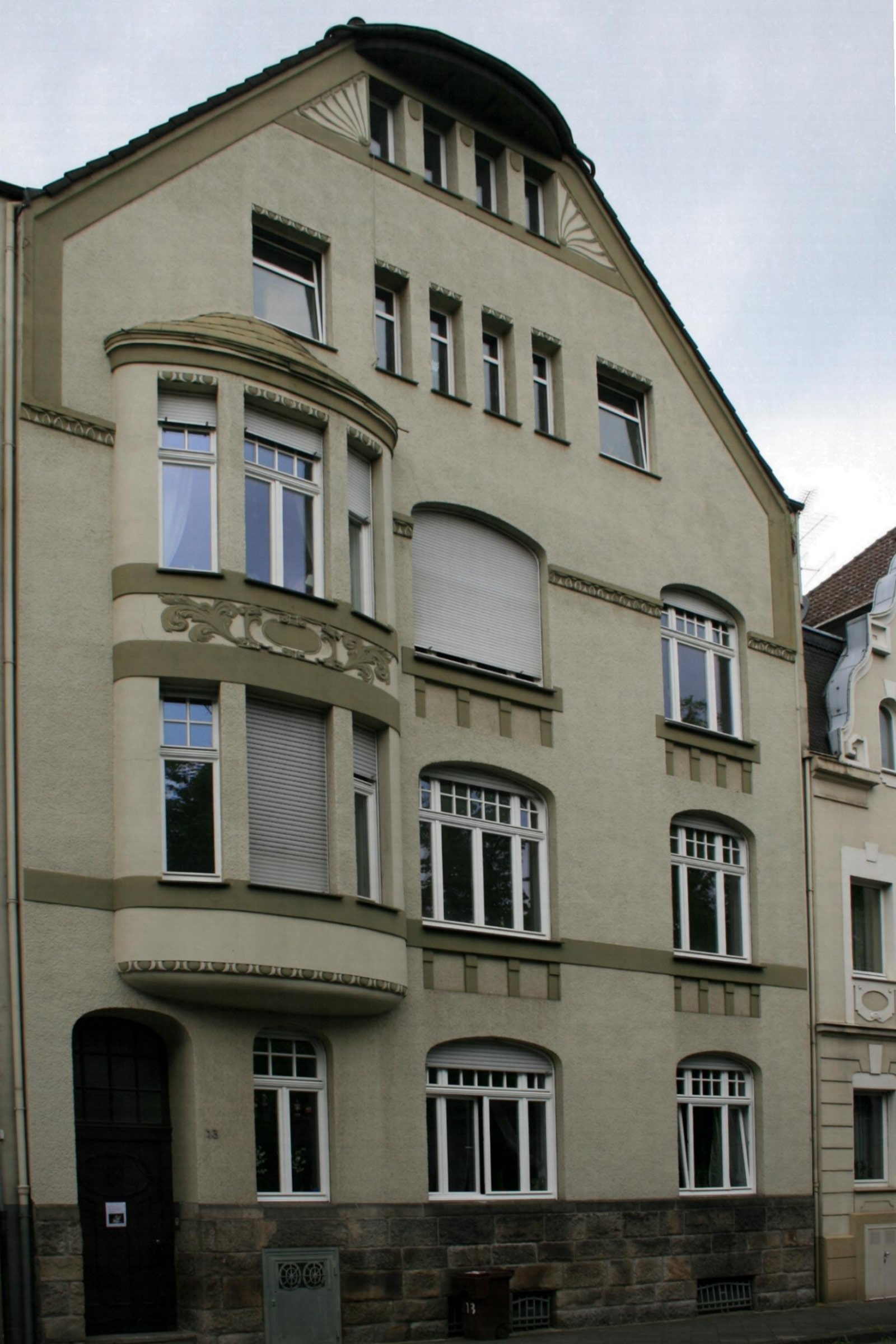
Wohnhaus (2010)

Das Wohnhaus Benediktinerstraße 13 steht in Mönchengladbach (Nordrhein-Westfalen).
Das Haus wurde 1909 erbaut. Es ist unter Nr. B 139 am 9. März 1994 in die Denkmalliste der Stadt Mönchengladbach eingetragen worden.

## Lage
Die Benediktinerstraße liegt in unmittelbarer Nähe zum Bunten Garten.

## Architektur
Über hohem Natursteinsockel steht der viergeschossige Putzbau. Das vierte Geschoss ist niedriger dimensioniert und in der Giebelschräge liegend. Ein der Fassade überspannende Dreiecksgiebel und ein Satteldach mit Krüppelwalm schließen das Gebäude ab. Das Haus liegt in einer vollkommen geschlossenen Häuserzeile und wurde 1909 erbaut.